# Lord Ligonier
Die Lord Ligonier war ein britisches Sklavenschiff.

## Geschichte

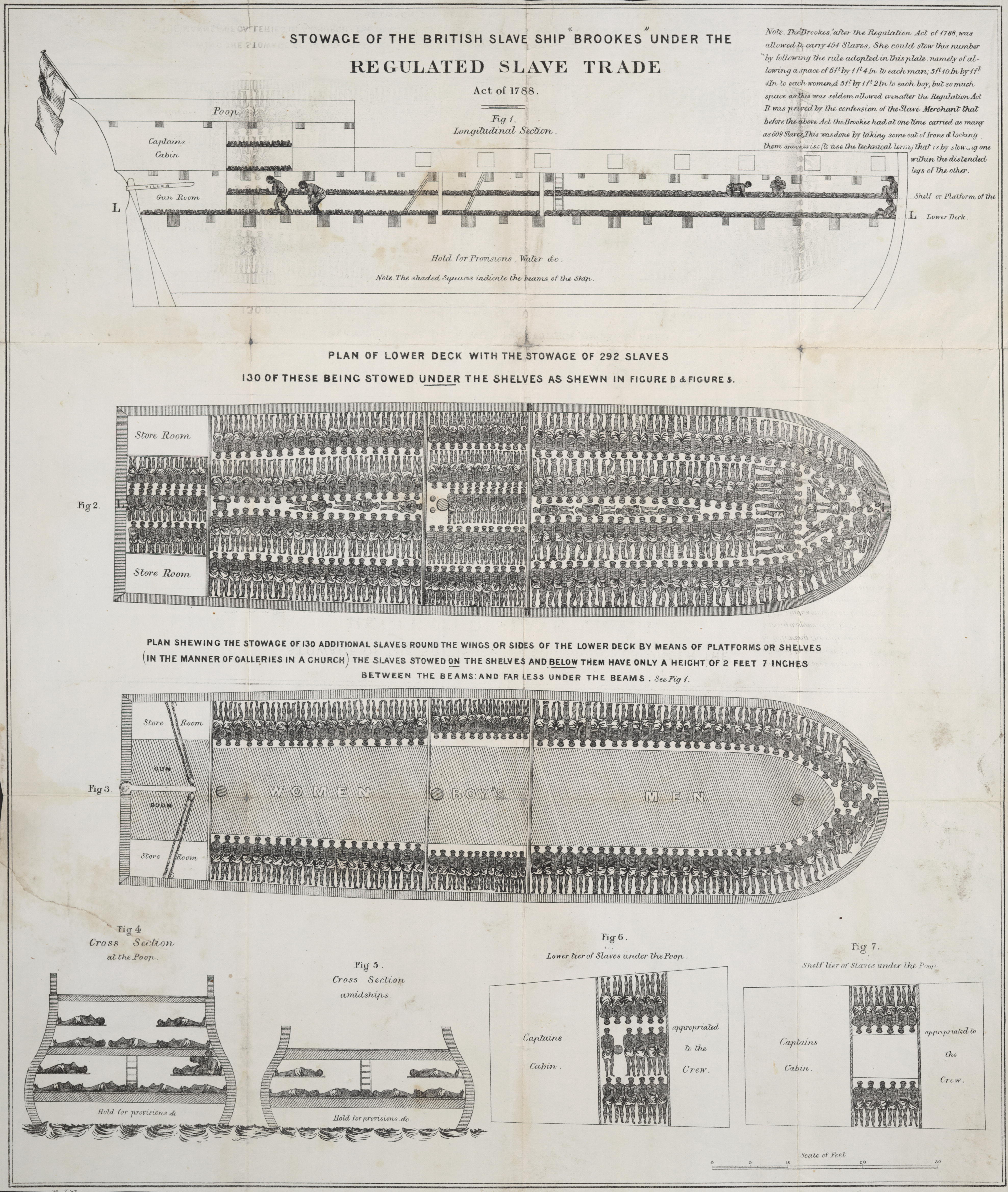
Plan eines typischen Sklavenschiffes

Die Lord Ligonier segelte vom 5. Juli 1767 mit 140 Sklaven als Fracht an Bord vom Gambia-Fluss bei Juffure an der westafrikanischen Küste nach Annapolis, Maryland. Mit 98 überlebenden Sklaven erreichte das Schiff am 29. September 1767 unter dem Kommando von Kapitän Davies die amerikanische Küste.

## Kunta Kinte
Für seinen Roman Roots nahm Alex Haley an, dass sein Vorfahr Kunta Kinte auf diesem Schiff verschleppt wurde. Darauf baute er seine halb-fiktive Familiengeschichte auf. Diese wurde auch 1977 als Roots verfilmt. Für die Dreharbeiten wurde unter anderem die Zweimastbrigg Unicorn verwendet.